# أيدان غولد
أيدان غولد (بالإنجليزية: Aidan Gould)‏ هو ممثل أمريكي، ولد في 27 فبراير 1997 في الولايات المتحدة.

## وصلات خارجية
- أيدان غولد على موقع IMDb (الإنجليزية)
- أيدان غولد على موقع قاعدة بيانات الفيلم (الإنجليزية)